# Polonia en la Copa Mundial de Fútbol de 1982
Polonia fue una de las 24 selecciones participantes en la Copa Mundial de Fútbol de España 1982, la que es su cuarta participación en un mundial y tercera de manera consecutiva.

## Clasificación

### Grupo 7
| Pos. | País                 | Pts | J | G | E | P | GF | GC | GD  |
| ---- | -------------------- | --- | - | - | - | - | -- | -- | --- |
| 1    | Polonia              | 8   | 4 | 4 | 0 | 0 | 12 | 2  | +10 |
| 2    | Alemania Democrática | 4   | 4 | 2 | 0 | 2 | 9  | 6  | +3  |
| 3    | Malta                | 0   | 4 | 0 | 0 | 4 | 2  | 15 | -13 |

| 7-12-1980 | Malta | 0 – 2   | Polonia                  | Empire Stadium, Gżira                                       |                                                             |
| |       | Reporte | Smolarek 55' · Lipka 75' | Asistencia: 5,555 espectadores Árbitro(s): Dušan Maksimović | Asistencia: 5,555 espectadores Árbitro(s): Dušan Maksimović |
| El partido fue interrumpido al minuto 77 debido al lanzamiento de piedras al campo de juego; más tarde la FIFA confimó la victoria para Polonia por 2-0. |       |         |                          |                                                             |                                                             |

| 2-5-1981 | Polonia    | 1 – 0   | Alemania Democrática | Silesian Stadium, Chorzów                                    |                                                              |
|          | Buncol 55' | Reporte |                      | Asistencia: 74,000 espectadores Árbitro(s): Vojtech Christov | Asistencia: 74,000 espectadores Árbitro(s): Vojtech Christov |

| 10-10-1981 | Alemania Democrática                | 2 – 3   | Polonia                       | Zentralstadion, Leipzig                                           |                                                                   |
|            | Schnuphase 53' (pen.) · Streich 66' | Reporte | Szarmach 2' · Smolarek 5' 61' | Asistencia: 65,000 espectadores Árbitro(s): Augusto Lamo Castillo | Asistencia: 65,000 espectadores Árbitro(s): Augusto Lamo Castillo |

| 15-11-1981 | Polonia                                                                   | 6 – 0   | Malta | Olympic Stadium, Breslavia                           |                                                      |
|            | Iwan 6' · Smolarek 46' 64' · Majewski 48' · Dziekanowski 80' · Boniek 85' | Reporte |       | Asistencia: 25,618 espectadores Árbitro(s): Bo Helen | Asistencia: 25,618 espectadores Árbitro(s): Bo Helen |

## Jugadores
Estos son los 22 jugadores convocados para el torneo:

## Resultados
Polonia terminó en tercer lugar del torneo.

### Primera Ronda

#### Grupo 1
| País    | J | G | E | P | GF | GC | GD | PTS |
| ------- | - | - | - | - | -- | -- | -- | --- |
| Polonia | 3 | 1 | 2 | 0 | 5  | 1  | +4 | 4   |
| Italia  | 3 | 0 | 3 | 0 | 2  | 2  | 0  | 3   |
| Camerún | 3 | 0 | 3 | 0 | 1  | 1  | 0  | 3   |
| Perú    | 3 | 0 | 2 | 1 | 2  | 6  | −4 | 2   |

| 14 de junio de 1982 | Italia | 0–0     | Polonia | Balaídos, Vigo                                             |                                                            |
|                     |        | Reporte |         | Asistencia: 33,040 espectadores Árbitro(s): Michel Vautrot | Asistencia: 33,040 espectadores Árbitro(s): Michel Vautrot |

| 19 de junio de 1982 | Polonia | 0–0     | Camerún | Estadio de Riazor, La Coruña                              |                                                           |
|                     |         | Reporte |         | Asistencia: 19,000 espectadores Árbitro(s): Alexis Ponnet | Asistencia: 19,000 espectadores Árbitro(s): Alexis Ponnet |

| 22 de junio de 1982 | Polonia                                                        | 5–1     | Perú        | Estadio de Riazor, La Coruña                                    |                                                                 |
|                     | Smolarek 55' · Lato 58' · Boniek 61' · Buncol 68' · Ciołek 76' | Reporte | La Rosa 83' | Asistencia: 25,000 espectadores Árbitro(s): Mario Rubio Vázquez | Asistencia: 25,000 espectadores Árbitro(s): Mario Rubio Vázquez |

### Segunda Ronda

#### Grupo A
| País            | J | G | E | P | GF | GC | GD | PTS |
| --------------- | - | - | - | - | -- | -- | -- | --- |
| Polonia         | 2 | 1 | 1 | 0 | 3  | 0  | +3 | 3   |
| Unión Soviética | 2 | 1 | 1 | 0 | 1  | 0  | +1 | 3   |
| Bélgica         | 2 | 0 | 0 | 2 | 0  | 4  | −4 | 0   |

| 28 de junio de 1982 | Polonia           | 3–0     | Bélgica | Camp Nou, Barcelona                                                     |                                                                         |
|                     | Boniek 4' 26' 53' | Reporte |         | Asistencia: 65,000 espectadores Árbitro(s): Luis Paulino Siles Calderón | Asistencia: 65,000 espectadores Árbitro(s): Luis Paulino Siles Calderón |

| 4 de julio de 1982 | Unión Soviética | 0–0     | Polonia | Camp Nou, Barcelona                                       |                                                           |
|                    |                 | Reporte |         | Asistencia: 65,000 espectadores Árbitro(s): Bob Valentine | Asistencia: 65,000 espectadores Árbitro(s): Bob Valentine |

### Semifinales
| 8 de julio de 1982 | Polonia | 0–2     | Italia        | Camp Nou, Barcelona                                                |                                                                    |
|                    |         | Reporte | Rossi 22' 73' | Asistencia: 50,000 espectadores Árbitro(s): Juan Daniel Cardellino | Asistencia: 50,000 espectadores Árbitro(s): Juan Daniel Cardellino |

### Tercer Lugar
| 10 de julio de 1982 | Polonia                                     | 3–2     | Francia                  | Estadio José Rico Pérez, Alicante                           |                                                             |
|                     | Szarmach 40' · Majewski 44' · Kupcewicz 46' | Reporte | Girard 13' · Couriol 72' | Asistencia: 28,000 espectadores Árbitro(s): António Garrido | Asistencia: 28,000 espectadores Árbitro(s): António Garrido |